# (24602) Мозжорин
(24602) Мозжорин (лат. Mozzhorin) — типичный астероид главного пояса, открыт 3 октября 1972 года советским астрономом Людмилой Журавлёвой в Крымской астрофизической обсерватории и 23 сентября 2010 года назван в честь одного из организаторов и руководителей работ в области советской ракетно-космической науки Юрия Мозжорина.

## Обнаружение и именование
(24602) Мозжорин
Открыт 3 октября 1972 года в Крымской астрофизической обсерватории Л. В. Журавлёвой.
Юрий Александрович Мозжорин (1920—1998) — один из организаторов и лидеров в области советской ракетно-космической техники, основатель Центра управления космическими полётами и директор Центрального научно-исследовательского института машиностроения (1961—1990).
Оригинальный текст (англ.)24602 Mozzhorin
Discovered 1972 Oct. 3 by L. V. Zhuravleva at the Crimean Astrophysical Observatory.
Yurij Aleksandrovich Mozzhorin (1920—1998) was one of the organizers and leaders in the field of Soviet space-rocket engineering. He was the founder of the Space Mission Control Center and the director of the Central Research Institute of Machine Building (1961—1990).
Источники: 20100923/MPCPages.arc; M.P.C. 72199.

## Орбита

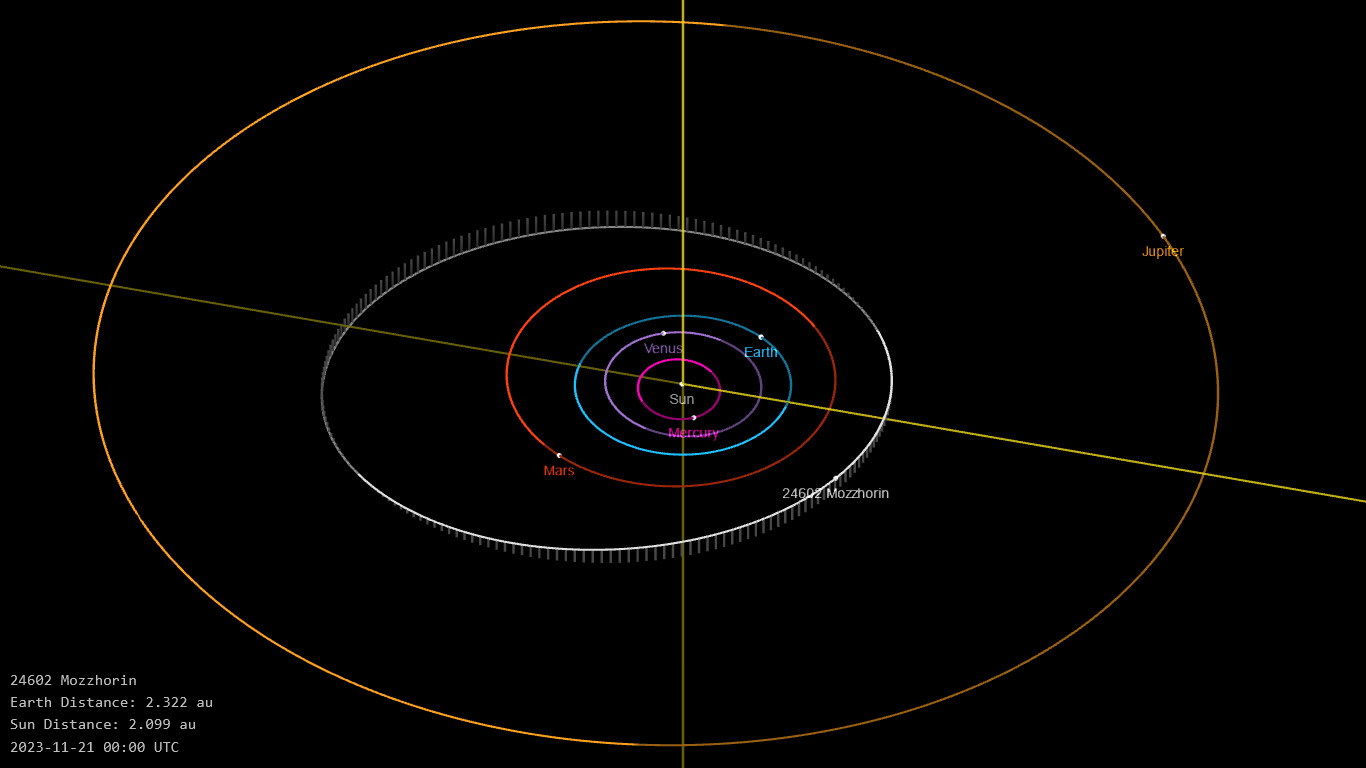
Орбита астероида Мозжорин и его положение в Солнечной системе

## Физические характеристики
Астероид относится к таксономическому классу C.
По результатам наблюдений в видимом и ближнем инфракрасном диапазоне космического телескопа NEOWISE диаметр астероида оценивался равным 4,56±0,86 км.
Согласно тому же источнику альбедо оценивается как 0,22±0,10.